# 赤堀雅秋
赤堀 雅秋（あかほり まさあき、1971年8月3日 - ）は、日本の劇作家、脚本家、演出家、映画監督、俳優である。千葉県出身。コムレイド所属。劇団「THE SHAMPOO HAT」の旗揚げメンバーであり、同劇団の全公演の作・演出を務める。
明治学院高校卒。明治学院大学中退。

## 略歴
1994年にパフォーマンス集団「STAGE14°」に入団する。
「STAGE14°」のメンバーだった野中隆光らと1996年に劇団「SHAMPOO HAT」（1999年に「THE SHAMPOO HAT」に改名）を旗揚げし、以降、全公演の作・演出を務める。
2006年に下北沢ザ・スズナリで発表した『津田沼』が第51回岸田國士戯曲賞にノミネートされる。
2007年にザ・スズナリで発表した『その夜の侍』が第52回岸田國士戯曲賞にノミネートされる。本作は2012年に赤堀自らの脚本と監督によって映画化され、現役プロデューサーが審査員をつとめる新人監督賞「新藤兼人賞」金賞を受賞した他、第34回ヨコハマ映画祭において森田芳光メモリアル新人監督賞を受賞した。
第56回ロンドン映画祭[ファースト・フィーチャー・コンペティション部門]出品、第36回モントリオール世界映画祭[ファースト フィルムズ ワールドコンペティション部門] 出品。
2010年にザ・スズナリで発表した『砂町の王』が第55回岸田國士戯曲賞にノミネートされる。
2013年に『一丁目ぞめき』で第57回岸田國士戯曲賞受賞。4度目のノミネートにしての受賞だった。
離婚歴あり。

## 主な作品

### 作・演出作品

#### THE SHAMPOO HAT公演
- 1996年 - SHAMPOO HAT第1回本公演『くつ。』新宿スペース107
- 1998年 - SHAMPOO HAT第2回本公演『グレープフルーツムーン』ヴィプランシアター
- 1998年 - SHAMPOO HAT第3回本公演『KIRIFUDA』シアターモリエール
- 1999年 - SHAMPOO HAT第4回本公演『みかん』シアターサンモール
- 1999年 - SHAMPOO HAT第5回本公演『さくら』ヴィプランシアター
- 1999年 - THE SHAMPOO HAT第6回本公演『黄色い空』シアターVアカサカ
- 2000年 - THE SHAMPOO HAT第7回本公演『月が笑う』新宿スペース107
- 2000年 - THE SHAMPOO HAT第8回本公演『ワンダフル・ワールド』シアターモリエール
- 2000年 - THE SHAMPOO HAT第9回本公演『カフェ・モンテカルロ』駅前劇場
- 2001年 - THE SHAMPOO HAT第10回本公演『アメリカ』ザ・スズナリ ※ 2002年に『演技者。』でテレビドラマ化。
- 2001年 - THE SHAMPOO HAT第11回本公演『蠅男』ザ・スズナリ
- 2002年 - THE SHAMPOO HAT第12回本公演『女の足の裏』ザ・スズナリ
- 2002年 - THE SHAMPOO HAT第13回本公演『雨が来る』ザ・スズナリ※ 2004年に『劇団演技者。』でテレビドラマ化。
- 2003年 - THE SHAMPOO HAT第14回本公演『青空』ザ・スズナリ
- 2003年 - THE SHAMPOO HAT第15回本公演『緑色のスカート』駅前劇場
- 2003年 - THE SHAMPOO HAT 再演『アメリカ』大阪芸術創造館
- 2003年 - THE SHAMPOO HAT 再演『蠅男』東京芸術劇場
- 2004年 - THE SHAMPOO HAT presents エスラボvol.1『みかん』（再演）ザ・スズナリ
- 2004年 - THE SHAMPOO HAT第16回本公演『肉屋の息子』ザ・スズナリ
- 2004年 - THE SHAMPOO HAT第17回本公演『ゴスペルトレイン』シアターTOPS
- 2005年 - THE SHAMPOO HAT第18回本公演『事件』ザ・スズナリ、大阪芸術創造館
- 2006年 - THE SHAMPOO HAT第19回本公演『恋の片道切符』ザ・スズナリ
- 2006年 - THE SHAMPOO HAT第20回本公演『津田沼』ザ・スズナリ
- 2007年 - THE SHAMPOO HAT第21回本公演『その夜の侍』ザ・スズナリ
- 2008年 - THE SHAMPOO HAT第22回本公演『立川ドライブ』シアタートラム
- 2008年 - THE SHAMPOO HAT第23回本公演『葡萄』ザ・スズナリ
- 2009年 - THE SHAMPOO HAT第24回本公演『沼袋十人斬り』ザ・スズナリ
- 2010年 - THE SHAMPOO HAT第25回本公演『砂町の王』ザ・スズナリ
- 2011年 - THE SHAMPOO HAT第26回本公演『沼袋十人斬り・改訂版』シアタートラム
- 2012年 - THE SHAMPOO HAT第27回本公演『一丁目ぞめき』ザ・スズナリ
- 2013年 - THE SHAMPOO HAT第28回本公演『葛城事件』ザ・スズナリ
- 2014年 - THE SHAMPOO HAT第29回本公演『風の吹く夢』ザ・スズナリ

#### 劇団外公演
- 2004年 - 東京ハートブレイカーズ『黄色い僕』作・赤堀雅秋、演出・西田シャトナー
- 2004年 - ENBUゼミナールクラス公演『アメリカ』作・演出 赤堀雅秋
- 2005年 - 東京ハートブレイカーズ『金物屋の生涯』作・赤堀雅秋、演出・西田シャトナー
- 2005年 - ENBUゼミナールクラス公演『東京』作・演出 赤堀雅秋
- 2006年 - G-up presents『散歩する侵略者』 作・前川知大、演出・赤堀雅秋
- 2006年 - 劇団青年座『蛇』 作・赤堀雅秋、演出・磯村純
- 2006年 - 世田谷パブリックシアター主催 ドラマ・リーディング28『ガレキ』 作・デニス・ケリー   演出・赤堀雅秋
- 2007年 - PARCOプロデュース「LOVE 30」『アルゼンチンにて』PARCO劇場（作・赤堀雅秋　演出・宮田慶子）
- 2008年 - 赤坂RED/REVOLUTION『東京』赤坂RED/THEATER（作・演出）
- 2008年 - 劇団青年座『ねずみ男』本多劇場（作・赤堀雅秋　演出・黒岩亮）
- 2008年 - 3軒茶屋婦人会『ウドンゲ』ベニサンピット（作・赤堀雅秋　演出・G2＆3軒茶屋婦人会）
- 2010年 - 自転車キンクリーツSTORE『富士見町アパートメント』座・高円寺（作：赤堀雅秋、演出：鈴木裕美）
- 2010年 - 演劇引力廣島 第7回プロデュース公演 創作劇「彼の頭上、雲たなびく」広島アステールプラザ（作：末田晴、演出：赤堀雅秋）
- 2010年 - 劇団姦し「夕立」ザ・スズナリ（作・演出：赤堀雅秋）
- 2010年 - D-BOYS STAGE「アメリカ」紀伊国屋ホール、本多劇場　他（作・演出）
- 2011年 - アトリエダンカン『ピグマリオン』あうるすぽっと（脚色・演出）
- 2012年 - 『阿呆の鼻毛で蜻蛉をつなぐ』（作：赤堀雅秋　演出：河原雅彦）
- 2013年 - 演劇引力廣島　第10回プロデュース公演『ボーダー』広島アステールプラザ（作・演出）
- 2013年 - 劇団姦し『歓喜の歌』ザ・スズナリ（作・演出）
- 2013年 - 『ヴォイツェク』赤坂ACTシアター（作：赤堀雅秋　演出：白井晃）
- 2014年 - Bunkamura25周年記念『殺風景』シアターコクーン（作・演出）
- 2015年 - 『大逆走』シアターコクーン（作・演出）
- 2022年 - 『蜘蛛巣城』KAAT神奈川芸術劇場（脚本・齋藤雅文　演出・赤堀雅秋）
- 2022年 - コクーン・プロダクション2022『パラダイス』Bunkamuraシアターコクーン他（作・演出）

#### 映像
- 2001年 - TX『turn turn turn』脚本
- 2002年 - CX 演技者。『アメリカ』脚本
- 2003年 - ANB『石橋を叩いて笑う〜ゴッホの耳(月)〜』脚本
- 2004年 - CX 劇団演技者。『雨が来る』脚本
- 2004年 - TX『30minutes』脚本
- 2004年 - BS-i『佐藤四姉妹』脚本・監督
- 2004年 - BSフジ『流れる女〜RUN AWAY GIRL』脚本・監督
- 2005年 - TX『ホテルサンライズHND〜最後のステイ〜』脚本
- 2008年 - TX 週刊真木よう子『立川ドライブ』原作・脚本
- 2008年 - TX 週刊真木よう子『中野の友人』脚本
- 2009年 - TX 『湯けむりスナイパー』脚本

### 監督作品
- その夜の侍 （2012年11月17日公開、ファントム・フィルム）監督・脚本
- 葛城事件 （2016年6月18日公開、ファントム・フィルム）監督・脚本

### 出演作品

#### 舞台
THE SHAMPOO HAT公演全てに出演
- 2001年 - グリング『イノセント』東京芸術劇場小ホール（作・演出 青木豪）
- 2003年 - シアター風姿花伝こけら落とし公演『蝶のような私の郷愁』（作 松田正隆、演出 宮田慶子）
- 2004年 - 劇団たいしゅう小説家『世紀末三人姉妹』（作・演出 堀江慶）＠東京芸術劇場小ホール
- 2005年 - ペンギンプルペイルパイルズ『機械』OFFOFFシアター（作・演出 倉持裕）
- 2005年 - KERA・MAP#3『砂の上の植物群』シアターアプル（作・演出 ケラリーノ・サンドロヴィッチ）
- 2007年 - フジテレビ主催『殺人者』東京グローブ座（作・演出・出演）
- 2008年 - KERA・MAP #5『あれから』（作・演出：ケラリーノ・サンドロヴィッチ）
- 2009年 - シアターコクーン20周年企画『東京月光魔曲』（作・演出：ケラリーノ・サンドロヴィッチ）
- 2012年 - オリガト・プラスティコVol5『龍を撫でた男』（作：福田恆存、演出：ケラリーノ・サンドロヴィッチ）
- 2012年 - 『南部高速道路』シアタートラム（原案：フリオ・コルタサル、構成・演出：長塚圭史）
- 2012年 - 葛河思潮社『浮標』世田谷パブリックシアター（作：三好十郎、演出：長塚圭史）
- 2013年 - THE SHAMPOO HAT『葛城事件』ザ・スズナリ（作・演出・出演）
- 2013年 - 『オセロ』世田谷パブリックシアター（作：Wシェイクスピア　構成・演出：白井晃）
- 2013年 - 『シダの群れ 3〜港の女歌手編〜』シアターコクーン（作・演出：岩松了）
- 2014年 - 『サニーサイドアップ』本多劇場（作・演出：ノゾエ征爾）
- 2014年 - シス・カンパニー公演『鼬』（作：真船豊　演出：長塚圭史）
- 2015年 - KERA meets CHEKHOV Vol.2/4『三人姉妹』（作・アントン・チェーホフ 上演台本・演出：ケラリーノ・サンドロヴィッチ）
- 2016年 - 『同じ夢』シアタートラム他（作・演出：赤堀雅秋）
- 2017年 - 『世界』Bunkamura シアターコクーン他（作・演出：赤堀雅秋）
- 2017年 - 『鳥の名前』下北沢ザ・スズナリ（作・演出：赤堀雅秋）
- 2017年 - 『流山ブルーバード』本多劇場、他公演予定（作・演出：赤堀雅秋）M&Oplaysプロデュース[5]
- 2018年 - ナイロン100℃ 46th SESSION『睾丸』東京芸術劇場 シアターウエスト他（作・演出：ケラリーノ・サンドロヴィッチ）
- 2019年 - オフシアター歌舞伎『女殺油地獄』寺田倉庫/新宿FACE（作：近松門左衛門　脚本・演出：赤堀雅秋）
- 2019年 - シアターコクーン・オンレパートリー2019『美しく青く』Bunkamura シアターコクーン他（作・演出：赤堀雅秋）
- 2019年 - コムレイドプロデュース『神の子』本多劇場他（作・演出：赤堀雅秋）
- 2020年 - シアターコクーン・オンレパートリー2020『パラダイス』Bunkamura シアターコクーン他（作・演出：赤堀雅秋）※コロナ禍のため公演中止
- 2021年 - 『白昼夢』本多劇場（作・演出：赤堀雅秋）M&Oplaysプロデュース
- 2022年 - ナイロン100℃ 47th SESSION『イモンドの勝負』（作・演出：ケラリーノ・サンドロヴィッチ）
- 2022年 - 『ケダモノ』（作・演出：赤堀雅秋）[6]
- 2022年 - コクーン・プロダクション2022『パラダイス』Bunkamuraシアターコクーン他（作・演出）※再演
- 2024年 - 『ボイラーマン』本多劇場（作・演出：赤堀雅秋）[7]
- 2024年 - 『台風23号』THEATER MILANO-Za他（作・演出：赤堀雅秋）[8]
- 2025年 - 『震度3』本多劇場他（作・演出：赤堀雅秋）[9]

#### 映画
- glowing glowing（2000年）（監督・脚本 堀江慶）
- キスとキズ（2004年）（監督 堀江慶）
- タナカヒロシのすべて（2005年）（監督・脚本 田中誠）
- 悪霊（2005年）（監督・脚本 津田寛治）
- DOPING PANDA The short movie（2005年）（監督 田中誠）
- 全身と小指（2006年）（監督 堀江慶）
- パッチギ! LOVE&PEACE （2007年5月19日公開、シネカノン）（監督：井筒和幸）
- うた魂♪ （2008年4月5日公開、日活）（監督：田中誠）
- 砂時計 （2008年4月26日公開、東宝）（監督：佐藤信介） - 大悟の父役
- 東南角部屋二階の女（2008年）（監督：池田千尋）
- 隠し砦の三悪人 THE LAST PRINCESS （2008年5月10日公開、東宝）（監督：樋口真嗣）
- ぐるりのこと。 （2008年6月7日公開、ビターズ・エンド）（監督：橋口亮輔）
- 実験4号（2008年）（監督：山下敦弘）
- カンナさん大成功です! （2009年1月17日公開、ゴー・シネマ）（監督：井上晃一）
- 罪とか罰とか （2009年2月28日公開、東京テアトル）（監督：ケラリーノ・サンドロヴィッチ） - Nadeshiko編集部・目白役
- てぃだかんかん （2010年4月24日公開、ショウゲート）（監督：李闘士男） - 大城真人役
- シーサイドモーテル （2010年6月5日公開、アスミック・エース）（監督：守屋健太郎） - 三木勇介（先輩警官）役
- さんかく （2010年6月26日公開、日活）（監督：吉田恵輔）
- マイ・バック・ページ（2011年）（監督：山下敦弘）
- モテキ （2011年9月23日公開、東宝）（監督：大根仁） - 吉野家の店員役
- 東京プレイボーイクラブ （2012年2月4日公開、スタイルジャム） （監督：奥田庸介）- 竹男役
- 鈴木先生（監督：河合勇人）
- 岸辺の旅（2015年10月1日） - 星谷タカシ 役
- 彼女がその名を知らない鳥たち（2018年10月28日） - 酒田 役
- WE ARE LITTLE ZOMBIES（2019年6月14日） - イシの父 役
- シン・ウルトラマン（2022年5月13日）[10]
- Cloud クラウド（2024年9月27日） - 殿山宗一 役[11]
- 片思い世界（2025年4月4日、東京テアトル・リトルモア）（監督：土井裕泰）- 井出文生 役[12]
- 港のひかり（2025年11月14日公開予定、東映・スターサンズ）（監督：藤井道人）[13]
- 君の顔では泣けない（2025年11月14日公開予定、ハピネットファントム・スタジオ）（監督：坂下雄一郎） - 水村治 役[14][15]

#### テレビドラマ
- 演技者。 第4弾「アメリカ」 （2002年、フジテレビ） - 隣人役（原作・脚本も）
- 劇団演技者。 第2回公演作「雨が来る」 （2004年、フジテレビ） - 祈祷師役（原作・脚本も）
- クロサギ 第4話 （2006年、TBS）
- 去年ルノアールで（2007年、TX）
- 裁判員制度スペシャルドラマ サマヨイザクラ （2009年、フジテレビ） - 田中清孝（刑事）役
- 湯けむりスナイパー 第8話 （2009年、テレビ東京）
- BUNGO -日本文学シネマ-「檸檬」 （2010年、TBS） - 一階の男役
- モテキ （2010年、テレビ東京）
- 鈴木先生 （2011年、テレビ東京） - 江本源三役
- 贖罪 第4話 （2012年、WOWOW） - 野口役
- ヒトリシズカ 第5話 （2012年、WOWOW） - 唐沢秀也役
- まほろ駅前番外地 最終話 （2013年、テレビ東京） - 警官役
- 怪奇恋愛作戦（2015年1月期、テレビ東京） - ゲスト・怪人役
- 水晶の鼓動-殺人分析班-  （2016年、WOWOW） - 藤崎輝明役
- 監獄のお姫さま（2017年、TBS） - 馬場武彦役
- 片想い（2017年、WOWOW） - 嵯峨役
- 60 誤判対策室（2018年、WOWOW） ‐ 矢野高虎 役
- 集団左遷!!（2019年4月21日 - 、TBS） - 青島憲二 役
- ガンニバル（2022年12月28日 - 2023年2月1日Disney+） - 岡山県警 特別捜査本部 刑事　金丸豪 役
- ラストマン-全盲の捜査官- 第7話（2023年、TBS） - 日高祐輔 役[16]
- 不適切にもほどがある! 第1話・第5話（2024年1月26日・2月23日、TBS） - 校長 役
- まどか26歳、研修医やってます!（2025年1月14日 - 3月18日、TBS） - 西山正樹 役[17]
- ガンニバルシーズン2（2025年、Disney+） - 岡山県警 特別捜査本部 刑事　金丸豪 役

### 配信ドラマ
- 地面師たち（2024年、Netflix） - 西谷哲也 役[18]

#### CM
- 2004年 - ノーリツ「デカゾウ」
- 2006年 - セキスイハイム東海「神様お願い！編」
- 2010年 - 第一生命「新米課長編」
- 2019年 - みずほ銀行
- 2021年 - 『glo』